# Équipe de Lettonie de hockey sur glace
Cet article traite de l'équipe masculine. Pour l'équipe féminine, voir Équipe de Lettonie féminine de hockey sur glace.
L'équipe de Lettonie de hockey sur glace représente la sélection nationale de Lettonie regroupant les meilleurs joueurs de hockey sur glace lors des compétitions internationales. L'équipe est sous la tutelle de la Fédération Lettone de hockey sur glace (Latvijas Hokeja Federācija).
Sa meilleure performance en compétition internationale est la médaille de bronze au championnat du monde 2023.

## Effectif
| No    | Nom                   | Position       | Club                            |
| ----- | --------------------- | -------------- | ------------------------------- |
| +006, | Markuss Komuls        | Défenseur      | Rytíři Kladno                   |
| +011, | Dans Ločmelis         | Attaquant      | Bruins de Providence            |
| +012, | Gļebs Prohorenkovs    | Attaquant      | Purple Eagles de Niagara        |
| +013, | Rihards Bukarts       | Attaquant      | HC Vítkovice                    |
| +016, | Kaspars Daugaviņš - C | Attaquant      | Sans club                       |
| +017, | Mārtiņš Dzierkals     | Attaquant      | Skellefteå AIK                  |
| +018, | Rodrigo Ābols         | Attaquant      | Flyers de Philadelphie          |
| +021, | Rūdolfs Balcers       | Attaquant      | Zürcher Schlittschuh Club Lions |
| +022, | Toms Andersons        | Attaquant      | Hockey Club La Chaux-de-Fonds   |
| +027, | Oskars Cibuļskis      | Défenseur      | Herning Blue Fox                |
| +029, | Ralfs Freibergs       | Défenseur      | Mountfield HK                   |
| +034, | Eduards Tralmaks      | Attaquant      | Rytíři Kladno                   |
| +036, | Mārtiņš Laviņš        | Attaquant      | Wildcats du New Hampshire       |
| +040, | Mareks Mitens         | Gardien de but | HK Spišská Nová Ves             |
| +043, | Anrī Ravinskis        | Attaquant      | Hämeenlinnan Pallokerho         |
| +050, | Kristers Gudļevskis   | Gardien de but | Fischtown Pinguins Bremerhaven  |
| +055, | Roberts Mamčics       | Défenseur      | HC Energie Karlovy Vary         |
| +072, | Jānis Jaks            | Défenseur      | HC Energie Karlovy Vary         |
| +077, | Kristaps Zīle - A     | Défenseur      | HC Litvínov                     |
| +088, | Gustavs Grigals       | Gardien de but | Dukla Trenčín                   |
| +089, | Filips Buncis         | Attaquant      | Odense Bulldogs                 |
| +094, | Kristiāns Rubīns - A  | Défenseur      | HC Škoda Plzeň                  |
| +095, | Oskars Batņa          | Attaquant      | Mountfield HK                   |
| +097, | Haralds Egle          | Attaquant      | MHk 32 Liptovský Mikuláš        |

## Résultats

### Jeux olympiques
- 1920-1932 - Ne participe pas
- 1936 - 13e place (ex æquo)
- 1948-1992 - Ne participe pas [Note 1]
- 1994 - Non qualifiée
- 1998 - Non qualifiée
- 2002 - 9e place
- 2006 - 12e place
- 2010 - 12e place
- 2014 - 8e place
- 2018 - Non qualifiée
- 2022 - 11e place

### Championnats d'Europe
La Lettonie ne participe qu'au championnat indépendant de 1932. De 1933 à 1991 le classement du championnat d'Europe est ensuite déterminé par le classement des Championnats du monde mais ne donne pas lieu à un tournoi à proprement dit. En 1991, le championnat disparait. 
- 1924 -1931 - Ne participe pas
- 1932 - 8e

### Championnats du monde
Les Jeux olympiques d'hiver tenus entre 1920 et 1968 comptent également comme les championnats du monde .
- 1930-1931 : Ne participe pas
- 1933 - 10e place
- 1934 : Ne participe pas
- 1935 - 13e place
- 1937 : Ne participe pas
- 1938 - 10e place
- 1939 - 10e place
- 1940-1945 - Seconde guerre mondiale
- 1947-1993 : Ne participe pas [Note 1]
- 1993 - 10e place (1re du groupe C)
- 1994 - 14e place (2e du groupe B)
- 1995 - 14e place (2e du groupe B)
- 1996 - 13e place (1re du groupe B)
- 1997 - 7e place
- 1998 - 9e place
- 1999 - 11e place
- 2000 - 8e place
- 2001 - 13e place
- 2002 - 11e place
- 2003 - 9e place
- 2004 - 7e place
- 2005 - 7e place
- 2006 - 9e place
- 2007 - 19e place
- 2008 - 13e place
- 2009 - 7e place
- 2010 - 11e place
- 2011 - 13e place
- 2012 - 10e place
- 2013 - 11e place
- 2014 - 11e place
- 2015 - 13e place
- 2016 - 13e place
- 2017 - 10e place
- 2018 - 8e place
- 2019 - 10e place
- 2020 - Annulé en raison du coronavirus
- 2021 - 11e place
- 2022 - 10e place
- 2023 -  3e place
- 2024 - 9e place
- 2025 - 10e place

Note :  Promue ;  Reléguée

## Classement mondial
| Année     | Rang | Points | Progression |
| --------- | ---- | ------ | ----------- |
| 2003      | 10   | 3 060  |             |
| 2004      | 10   | 2 900  | ±0          |
| 2005      | 9    | 2 675  | +1          |
| Mai 2006  | 9    | 3 335  | ±0          |
| 2007      | 10   | 2 995  | -1          |
| 2008      | 11   | 2 740  | -1          |
| 2009      | 10   | 2 610  | +1          |
| Fév. 2010 | 10   | 3 285  | ±0          |
| Mai 2010  | 12   | 3 265  | -2          |
| 2011      | 12   | 2 985  | ±0          |
| 2012      | 11   | 2 765  | +1          |

| Année     | Rang | Points | Progression |
| --------- | ---- | ------ | ----------- |
| 2013      | 11   | 2 520  | ±0          |
| Fév. 2014 | 10   | 3 295  | +1          |
| Mai 2014  | 9    | 3 300  | +1          |
| 2015      | 10   | 3 015  | -1          |
| 2016      | 12   | 2 730  | -2          |
| 2017      | 12   | 2 520  | ±0          |
| Fev. 2018 | 13   | 3 130  | -1          |
| Mai 2018  | 11   | 3 225  | +2          |
| 2019      | 10   | 3 025  | +1          |
| 2020      | 10   | 2 810  | ±0          |
| 2021      | 10   | 2 560  | ±0          |

## Équipe junior moins de 20 ans

### Championnats du monde junior
La Lettonie participe au Championnat du monde junior pour la première fois en 1993, après la fin de l'URSS. 
- 1993 - 2e place du Groupe C
- 1994 - 1er place du Groupe C
- 1995 - 2e place du Groupe B
- 1996 - 2e place du Groupe B
- 1997 - 2e place du Groupe B
- 1998 - 5e place du Groupe B
- 1999 - 5e place du Groupe B
- 2000 - 4e place de Division I Groupe A
- 2001 - 3e place de Division I Groupe A
- 2002 - 2e place de Division II Groupe A
- 2003 - 4e place de Division I Groupe B
- 2004 - 4e place de Division I Groupe A
- 2005 - 1er place de Division I Groupe B
- 2006 - 9e place
- 2007 - 2e place de Division I Groupe A
- 2008 - 1er place de Division I Groupe B
- 2009 - 8e place
- 2010 - 9e place
- 2011 - 1er place de Division I Groupe A
- 2012 - 9e place
- 2013 - 10e place
- 2014 - 2e place de Division IA
- 2015 - 3e place de Division IA
- 2016 - 1er place de Division IA
- 2017 - 10e place
- 2018 - 2e place de Division IA
- 2019 - 4e place de Division IA
- 2020 - 2e place de Division IA
- 2021 - Annulé en raison du coronavirus*
- 2022 - 2e place de Division IA
- 2022 - 7e place
- 2023 - 9e place
- 2024 - 8e place
- 2025 - 7e place

## Équipe des moins de 18 ans

### Championnats du monde moins de 18 ans
L'équipe des moins de 18 ans participe dès la première édition.
- 1999 - 1re place des qualifications
- 2000 - 3e place du groupe B
- 2001 - 4e place de Division 1
- 2002 - 4e place de Division 1
- 2003 - 4e place de Division 1, groupe A
- 2004 - 4e place de Division 1, groupe A
- 2005 - 4e place de Division 1, groupe A
- 2006 - 1re place de Division 1, groupe B
- 2007 - 10e place
- 2008 - 2e place de Division 1, groupe B
- 2009 - 1re place de Division 1, groupe B
- 2010 - 9e place
- 2011 - 1re place de Division 1, groupe A
- 2012 - 9e place
- 2013 - 10e place
- 2014 - 1re place de Division IA
- 2015 - 9e place
- 2016 - 9e place
- 2017 - 10e place
- 2018 - 1er place de Division IA
- 2019 - 8e place
- 2020 - Annulé en raison du coronavirus
- 2021 - 9e place
- 2022 - 7e place
- 2023 - 8e place
- 2024 - 8e place
- 2025 - 8e place